# Karl Ludwig Drobisch
Karl Ludwig Drobisch (Leipzig, 24 de desembre de 1803 - Augsburg, 28 d'agost de 1854) fou un compositor alemany.
Feu els primers estudis a Leipzig; recorregué les principals ciutats d'Europa, i de retorn acceptà la plaça de director d'orquestra de l'església evangèlica d'Augsburg, càrrec que desenvolupà fins a la seva mort.
Per donar una idea de la fecunditat d'aquest compositor, cal dir que en el curt espai de deu anys va escriure més de 100 obres de música religiosa, misses, lletanies, oracions, etc., entre les quals destaquen un Te Deum, l'oratori Moisès en el Sinaí.